# Weyoun
Weyoun è un personaggio immaginario dell'universo fantascientifico di Star Trek. Interpretato da Jeffrey Combs appare nella serie televisiva Star Trek: Deep Space Nine e nei videogiochi Star Trek: Deep Space Nine - Dominion Wars (2001) e Star Trek Online (2010). È inoltre protagonista di alcuni romanzi, in particolare della serie di racconti Deep Space Nine Relaunch. Weyoun è un Vorta al servizio dei Fondatori del Dominio e al comando dei Jem'Hadar. Il Weyoun originale è stato successivamente rimpiazzato da sette suoi cloni.

## Storia del personaggio

### Star Trek: Deep Space Nine
Nella serie televisiva Star Trek: Deep Space Nine, Weyoun è un diplomatico e consulente della specie Vorta che appartiene al militaristico e spietato Dominio presente nel quadrante Gamma. Come tutti i Vorta, Weyoun è zelante e servile, sempre devoto ai Fondatori, ma senza pietà nel trattare sottoposti e nemici. Pur tenendo presente che Odo ha rinnegato la sua appartenenza ai Fondatori, non esita a prostrarsi davanti a lui, cercando di esaudire ogni sua richiesta. Durante la nuova occupazione cardassiana di Terok Nor, per esempio, saputo che Odo ha deciso di rimanere sulla stazione come responsabile della sicurezza, Weyoun non esita a dichiarargli che è onorato del fatto che un "dio" abbia deciso di camminare tra loro.
Come per la stragrande maggioranza dei Vorta, Weyoun è un clone creato da materiale genetico conservato su uno dei pianeti del Dominio. Quando un clone muore, ne viene attivato subito un altro. Negli eventi raccontati durante la serie Star Trek: Deep Space Nine i cloni di Weyoun si succedono con la seguente cadenza narrativa:
- Weyoun IV. Il primo clone Weyoun comparso nella serie Star Trek: Deep Space Nine è il numero quattro; tratta con eccessivo disprezzo i Jem'Hadar sotto il suo comando, mettendone in dubbio la lealtà, cosa che porterà il Primo Jem'Hadar a ucciderlo[2].
- Weyoun V compare per la prima volta nel tentativo di convincere Tekeny Ghemor, un dissidente cardassiano, a tornare sul proprio pianeta per sostenere il regime[3], ed è stato il primo a servire come comandante per le forze del Dominio nel quadrante Alfa. Si viene a sapere che è stato ucciso in un incidente con il teletrasporto, incidente forse architettato da Damar[N 4].

- Weyoun VI ha tentato di disertare in favore della Federazione perché riteneva crudele la politica di invasione e conquista del Dominio, optando per un pensiero più spostato verso la pacifica collaborazione; Odo cerca di portarlo con sé su Deep Space Nine ma, braccati dai Jem'Hadar e da Weyoun VII, non esita a sacrificare la propria vita per impedire la morte di Odo[4].

- Weyoun VII è stato attivato appena il tentativo di diserzione del sesto è stato scoperto. Normalmente c'è un solo clone in attività alla volta, ma quando il sesto Weyoun ha disertato, il settimo Weyoun è stato immediatamente attivato[4]. Weyoun VII è stato poi ucciso dal tenente comandante Worf durante la prigionia di quest'ultimo da parte dei Breen[5].

- Weyoun VIII è stato ucciso da Elim Garak durante l'assalto al quartier generale del Dominio durante la Battaglia di Cardassia[6]. Dopo la sua morte, la Femmina Cambiante osserva che l'ottavo Weyoun era l'ultimo clone, un fatto che Garak trova molto gratificante, dal momento che le risponde: "Me lo auguravo francamente!". Weyoun VIII, secondo il canone di Star Trek, è l'ultimo dei cloni di Weyoun a causa della distruzione del centro di clonazione su Rondac III da parte dei ribelli Cardassiani guidati da Damar, che odiava profondamente Weyoun e aveva incluso negli obiettivi da distruggere proprio il pianeta su cui veniva conservato il codice genetico del Vorta[7].

### Altri media
Un nono clone di Weyoun compare nella serie di racconti non canonici Deep Space Nine Relaunch. Questo implica che la Femmina Cambiante si stesse riferendo solo ai Weyoun presenti nel quadrante Alfa, mentre le informazioni genetiche originali erano ancora disponibili nel quadrante Gamma.

## Interpreti

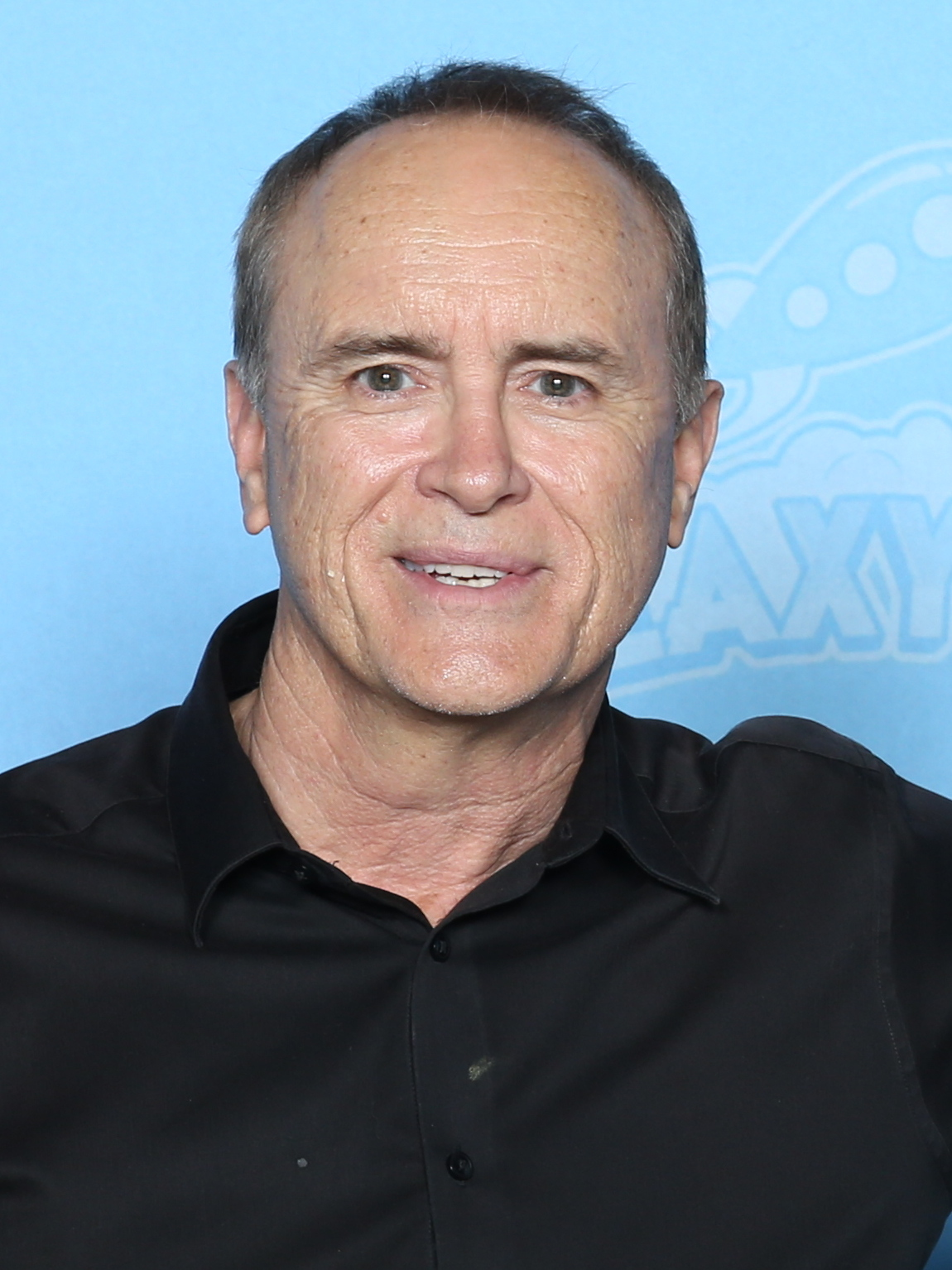
Jeffrey Combs, interprete di Weyoun

Weyoun e i suoi cloni sono interpretati dall'attore statunitense Jeffrey Combs, che appare come Weyoun in 24 episodi di Star Trek: Deep Space Nine, dal 1996 al 1999. La prima apparizione di Weyoun è nell'episodio della quarta stagione, Fino alla morte (To the Death, 1996), tuttavia i Vorta erano già stati precedentemente presentati nell'episodio della seconda stagione I Jem'Hadar (The Jem'Hadar, 1994), dove appare la Vorta Eris (Molly Hagan), che inizialmente si presenta come una vittima dei Jem'Hadar, risultandone invece poi sua comandante. Combs presta inoltre la voce al personaggio di Weyoun nei videogiochi Star Trek: Deep Space Nine - Dominion Wars del 2001 e Star Trek Online del 2010.
Combs, oltre al personaggio di Weyoun, ha interpretato numerosi altri personaggi nel franchise di Star Trek. È noto, in particolare, per aver impersonato l'Andoriamo Shran, antagonista e al contempo amico del capitno Jonathan Archer, nella serie televisiva Star Trek: Enterprise, in cui vi appare in 10 episodi. Ha poi impersonato Brunt, il liquidatore della FCA Ferengi che perseguita Quark, apparendo in 8 episodi della stessa serie Deep Space Nine, alternando questa parte a quella di Weyoun. Altri personaggi del franchise di Star Trek interpretati da Jeffrey Combs sono poi: l'alieno Tiron, nell'episodio Meridian (Meridian, 1994) di Star Trek: Deep Space Nine; il poliziotto umano del passato Kevin Mulkahey, nell'episodio Lontano, oltre le stelle (Far Beyond the Stars, 1998), sempre di Star Trek: Deep Space Nine; il Ferengi Krem, nell'episodio Acquisizione (Acquisition, 2002) di Star Trek: Enterprise. Combs ha inoltre prestato la voce al malvagio computer senziente AGIMUS nell'episodio Il pianeta delle piacevoli fontane (Where Pleasant Fountains Lie, 2021) della serie animata Star Trek: Lower Decks.
Nell'edizione in lingua italiana di Deep Space Nine, il personaggio di Weyoun è doppiato da Andrea Ward.

## Filmografia
- Star Trek: Deep Space Nine - serie TV, 24 episodi (1996-1999)

## Videogiochi
- Star Trek: Deep Space Nine - Dominion Wars (2001)
- Star Trek Online (2010)
- Star Trek Timelines (2020)